# Ingolstadt Nordwest
Ingolstadt Nordwest  ist mit 18.169 Einwohnern (Stand 31. Dezember 2015) der zweitbevölkerungsreichste Stadtbezirk in Ingolstadt. Einen beträchtlichen Teil des Bezirks nimmt im Nordosten das Betriebsgelände der Audi AG ein.
Unterbezirke:
- Gabelsbergerstraße (21)
- Nordbahnhof (22)
- Herschelstraße (23)
- Piusviertel (24)
- Auto-Union-Bezirk (25)
- Richard-Strauss-Straße (26)